# La lechera (escultura)
La escultura urbana conocida por el nombre La lechera, ubicada en la plaza Trascorrales, en la ciudad de Oviedo, Principado de Asturias, España, es una de las más de un centenar que adornan las calles de la mencionada ciudad española.
El paisaje urbano de esta ciudad se ve adornado por  obras escultóricas, generalmente monumentos conmemorativos dedicados a personajes de especial relevancia en un primer momento, y más puramente artísticas desde finales del siglo XX.
La escultura, hecha en bronce, es obra de Manuel García Linares, y está datada en 1996.
Se trata de una obra homenaje a las mujeres que hasta los años setenta del pasado siglo XX trabajaban como lecheras, llevando con sus burros la leche que distribuían por  el casco urbano de Oviedo. Es un conjunto escultórico colocado, directamente  en el suelo, con lo que se quiere lograr la cercanía y familiaridad que estas mujeres tenían con los ciudadanos a los que suministraban la leche.
Puede calificarse de ser una composición muy sencilla, de estilo figurativo, que representa una mujer de aldea, vestida como antiguamente lo hacían las mujeres de las aldeas, portando un cazo en sus manos y a su alrededor utensilios diversos para la venta de la leche. El animal que le acompaña, el burro, se representa cargando los bidones de leche, con sus patas delanteras atadas, está en actitud de beber para saciar su sed en un cubo.